# Chambre des représentants du Minnesota
94e législature
Capitole de l'État du Minnesota (Saint-Paul)
La Chambre des représentants du Minnesota (en anglais : Minnesota House of Representatives) est la chambre basse de la législature de l'État américain du Minnesota.

## Composition
La Chambre des représentants compte 134 membres. Ceux-ci sont élus tous les deux ans au sein de l'une des deux sections (A ou B) des 67 circonscriptions législatives de l'État (legislative districts). Ils représentent en moyenne 39 582 habitants.

## Siège
La Chambre des représentants siège au Capitole de l'État du Minnesota situé dans la capitale Saint-Paul.

## Histoire
En 2014, le Parti républicain devient majoritaire au sein de la Chambre des représentants, en prenant de nombreux sièges ruraux au Minnesota Democratic-Farmer-Labor Party. Les républicains accroissent leur avance en 2016, passant de 73 à 76 sièges. À l'issue des élections du 6 novembre 2018, les démocrates du DFL reprennent le contrôle de la Chambre, avec 75 sièges.

## Présidence
Le speaker préside la Chambre et contrôle l'ordre du jour de celle-ci et des commissions parlementaires. C'est le candidat présenté par le parti majoritaire qui est élu speaker.

## Composition actuelle
| Date               | Parti          | Parti        | Parti                 | Total |
| Date               | Démocrates DFL | Républicains | Nouveaux républicains | Total |
| ------------------ | -------------- | ------------ | --------------------- | ----- |
| Date               |                |              |                       | Total |
| 8 janvier 2019     | 75             | 55           | 4                     | 134   |
| 3 janvier 2023     | 70             | 64           | 0                     | 134   |
| 1er septembre 2023 | 69             | 64           | 0                     | 133   |
| 17 mars 2025       | 67             | 67           | 0                     | 134   |